# 聖太路西亞貝氏石首魚
聖太路西亞貝氏石首魚為輻鰭魚綱鱸形目鱸亞目石首魚科的其中一種，分布於西大西洋區的加勒比海海域，棲息深度可達35公尺，本魚體色灰色或灰藍色，腹部銀色。兩側具微弱的條紋，斜上方和下方側線縱向。魚鰭蒼白偏黃，具黑斑散布，一個微弱的暗斑在胸鰭基部。口大小適中，稍斜，終端。前鰓蓋骨緣薄，近光滑，臀鰭第二棘中等強度，背鰭硬棘11枚，背鰭軟條21-24枚，臀鰭硬棘2枚，臀鰭軟條7-8枚，體長可達26公分，棲息在沿岸沙泥底質海域，屬肉食性，以甲殼類為食，可做為食用魚或餌魚。